# Đàm Gia Nghi
Đàm Gia Nghi tên tiếng Trung: 譚嘉儀, tên tiếng Anh là Kayee Tam sinh ngày 13 tháng 08 năm 1988 tại Hồng Kông là một nữ ca sĩ, diễn viên truyền hình-diễn viên điện ảnh kiêm người dẫn chương trình nổi tiếng người Hồng Kông.

## Tiểu sử
Kayee có tài năng âm nhạc từ khi còn nhỏ. Năm 7 tuổi, cô ấy bắt đầu sáng tác. Anh trai cô hơn cô một tuổi và được học cùng trường tiểu học. Cả hai đều thích âm nhạc, vì vậy họ đã cho cô theo học trường Trung học Giáo dục Đời sống mới Lu Guobi Feng và đến New Zealand để học (vì cô không thể vươn lên vào thời điểm đó). Năm thứ 6, ban đầu đăng ký vào Văn bằng Đại học Otago về Quản lý Khách sạn, nhưng không phải là yêu thích của cô ấy, và kết quả đã bị bỏ rơi trong một năm. Hai năm sau, cô học âm nhạc ở cùng trường (đồng tổ chức với Đại học Hồng Kông). Cô làm nhân viên bán mỹ phẩm trong một cửa hàng bách hóa để kiếm tiền.
Đến năm 2011, Kayee trở lại Hồng Kông với tư cách là một sinh viên trao đổi và hoàn thành một số khóa học còn lại trong năm ngoái tại Đại học Hồng Kông. Cùng năm đó, cô gia nhập ngành giải trí bằng cách tham gia chương trình tài năng ca hát trên TVB "Super Mega 3". Từ năm 2012, cô cũng đã bắt đầu xuất bản các tác phẩm của mình thông qua YouTube, cũng như các video âm nhạc tự định hướng

## Tác phẩm diễn xuất

### Phim truyền hình (TVB)
| Năm phát sóng | Tên phim tiếng Việt                          | Tên phim tiếng Trung | Vai diễn                                     |
| 2011          | Chân tướng                                   | 真相                 | Nhân chứng                                   |
| 2013          | Quý cô thời đại                              | My盛Lady             |                                              |
| 2013 - 2015   | Mái ấm gia đình                              | 愛·回家 (第一輯)     | Tư Đồ Vận (Em người gỗ)                      |
| 2015          | Thiên sứ tập sự                              |                      | Ký giả (tập 24)                              |
| 2016          | Trào lưu giáo chủ Cuộc chiến thời trang      | 潮流教主             | Lương Gia Doanh（Katie）                     |
| 2016          | Mái ấm gia đình 2                            | 愛·回家 (第二輯)     | Tư Đồ Vận (Em người gỗ/ V tử) (tập 994, 995) |
| 2016          | Cương thi - Ân oán truyền kiếp               | 殭                   | Cặp đôi căn tin (tập 23, 24)                 |
| 2016          | Nhất ốc lão hữu ký Những người bạn           | 一屋老友記           | Ca sĩ (tập 23)                               |
| 2016          | Cự luân II                                   | 巨輪II               | Ca sĩ (tập 18)                               |
| 2016          | Mạc hậu ngoạn gia Con rối hào môn            | 幕後玩家             | Abby (tập 4)                                 |
| 2017          | Anh họ, tốt nghiệp! Anh họ cố lên III        | 老表，畢業喇！       | Triệu Tử Vi (tập 24)                         |
| 2017          | Hàng ma đích Pháp sư bất đắc dĩ              | 降魔的               | Lợi Lợi (Lily)                               |
| 2019          | Nữ giọng cao Ngưu Hạ Truy tìm nàng giọng cai | 牛下女高音           | Ca sĩ biểu diễn đường phố (tập 27)           |
| 2020          | Hàng ma đích 2.0 Pháp sư bất đắc dĩ 2        | 降魔的2.0            | Lợi Lợi (Lily)                               |
| 2020          | Sát thủ                                      | 殺手                 | Thủy Miểu Miểu                               |
| Đang quay     | Thất công chúa                               | 七公主               |                                              |

## Tác phẩm âm nhạc

### Album cá nhân
| Album # | Tên album    | Loại album       | Công ty phát hành  | Ngày phát hành  | Mục bài hát |
| 1       | Can You See  | Album mini       | Giải trí Tinh Mộng | Ngày 28/12/2016 | Mục bài hát CD 1. Rối đứt dây 2. Can You See (tiếng Anh) (nhạc đệm phim truyền hình TVB 《Luật chính cường nhân》) 3. Trăng trong nước 4. Cuối cùng cũng chia xa 5. Dấu ấn (nhạc đệm phim truyền hình TVB 《Tôi giấu chuyện kết hôn》) |
| 2       | Lonely       | Album âm nhạc    | Giải trí Tinh Mộng | Ngày 19/11/2018 | Mục bài hát CD 1. Lonely (tiếng Anh) (nhạc đệm phim truyền hình TVB 《Đặc kỹ nhân》) 2. Đã có anh (nhạc chủ đề phim truyền hình TVB 《BB đến rồi》) 3. Bước đi cùng em (nhạc đệm phim truyền hình TVB 《Người phụ nữ không biết làm nũng》) 4. Amazing Grace (nhạc đệm phim truyền hình TVB 《Hội đồng cứu vợ》) 5. Lonely (bản hợp xướng tiếng Quảng Đông, cùng Quan Sở Diệu) 6. Can You See (tiếng Anh) (nhạc đệm phim truyền hình TVB 《Luật chính cường nhân》) 7. Bước đi cùng em (bản hợp xướng, cùng Vương Hạo Tín) 8. Lời lừa dối ngọt ngào 9. Rừng hoa (nhạc chủ đề phim chiếu mạng big big channel 《Hàng ma đích ngoại truyện - Thủ bộ khúc》) 10. Rối đứt dây 11. Vết thương băng giá       |
| 3       | Can You Hear | Album âm nhạc    | Giải trí Tinh Mộng | Ngày 19/02/2019 | Mục bài hát 1. Can You Hear (nhạc đệm phim truyền hình TVB 《Bạch sắc cường nhân》) 2. Đêm nay đáng trân trọng biết bao (nhạc chủ đề phim truyền hình TVB 《Tòa nhà Kim Tiêu》) 3. Tại sao anh không tin em 4. Chuyện đời đâu phải là tuyệt đối 5. Nguyện giữ lại anh (《Can You Hear》 bản tiếng Quảng Đông, cùng Mã Quốc Minh) 6. Em không trở về (nhạc chủ đề phim truyền hình 《Anh hùng xạ điêu》) 7. Lonely (bản tiếng Quảng Đông) 8. Trận đánh với bạn (nhạc chủ đề phim truyền hình TVB 《Bà trùm》) 9. Pháo đài nhỏ 10. Sao trời bước chậm (《Can You See》 bản tiếng Quảng Đông) 11. Đêm nay đáng trân trọng biết bao (bản Happy)                                                             |
| 3       | Can You Hear | Album âm nhạc LP | Giải trí Tinh Mộng | Ngày 19/02/2019 | Mục bài hát SIDE A 1. Sao trời bước chậm (《Can You See》 bản tiếng Quảng Đông) 2. Đêm nay đáng trân trọng biết bao (bản Happy) 3. Tại sao anh không tin em 4. Nguyện giữ lại anh (《Can You Hear》 bản tiếng Quảng Đông, cùng Mã Quốc Minh) 5. Đêm nay đáng trân trọng biết bao (nhạc chủ đề phim truyền hình TVB 《Tòa nhà Kim Tiêu》) 6. Chuyện đời đâu phải là tuyệt đối SIDE B 1. Em không trở về (nhạc chủ đề phim truyền hình 《Anh hùng xạ điêu》) 2. Pháo đài nhỏ 3. Trận đánh với bạn (nhạc chủ đề phim truyền hình TVB 《Bà trùm》) 4. Lonely (bản tiếng Quảng Đông) 5. Can You Hear (nhạc đệm phim truyền hình TVB 《Bạch sắc cường nhân》) 6. Đêm nay đáng trân trọng biết bao (bản Happy) |
| 4       |              | Album âm nhạc    | Giải trí Tinh Mộng | 2020            | Mục bài hát CD 1. Người sống vui vẻ (nhạc chủ đề phim truyền hình TVB 《Tạp cảnh kỳ binh》) 2. Có bạn thật vui (nhạc chủ đề phim truyền hình TVB 《Ngày tốt lành》, hợp xướng cùng Lâm Sư Kiệt và Ngũ Phú Kiều) 3. Muốn dũng cảm một lần (nhạc chủ đề phim truyền hình TVB 《Nha hoàn đại liên minh》) 4. Thật lòng không đổi (nhạc chủ đề phim truyền hình TVB 《Đại tương viên》) 5. Hóa ra có yêu (nhạc đệm phim truyền hình TVB 《Hàng ma đích 2.0》) 6. Đừng quên ý định ban đầu (nhạc phim truyền hình TVB 《Sát thủ》) 7. Ân điển kỳ dị (《Amazing Grace》 bản tiếng Quảng) |